# Budoni
Budoni (Budune in sardo logudorese, Buduni in gallurese) è un comune italiano di 5 620 abitanti nella provincia della Gallura Nord-Est Sardegna.

## Geografia fisica

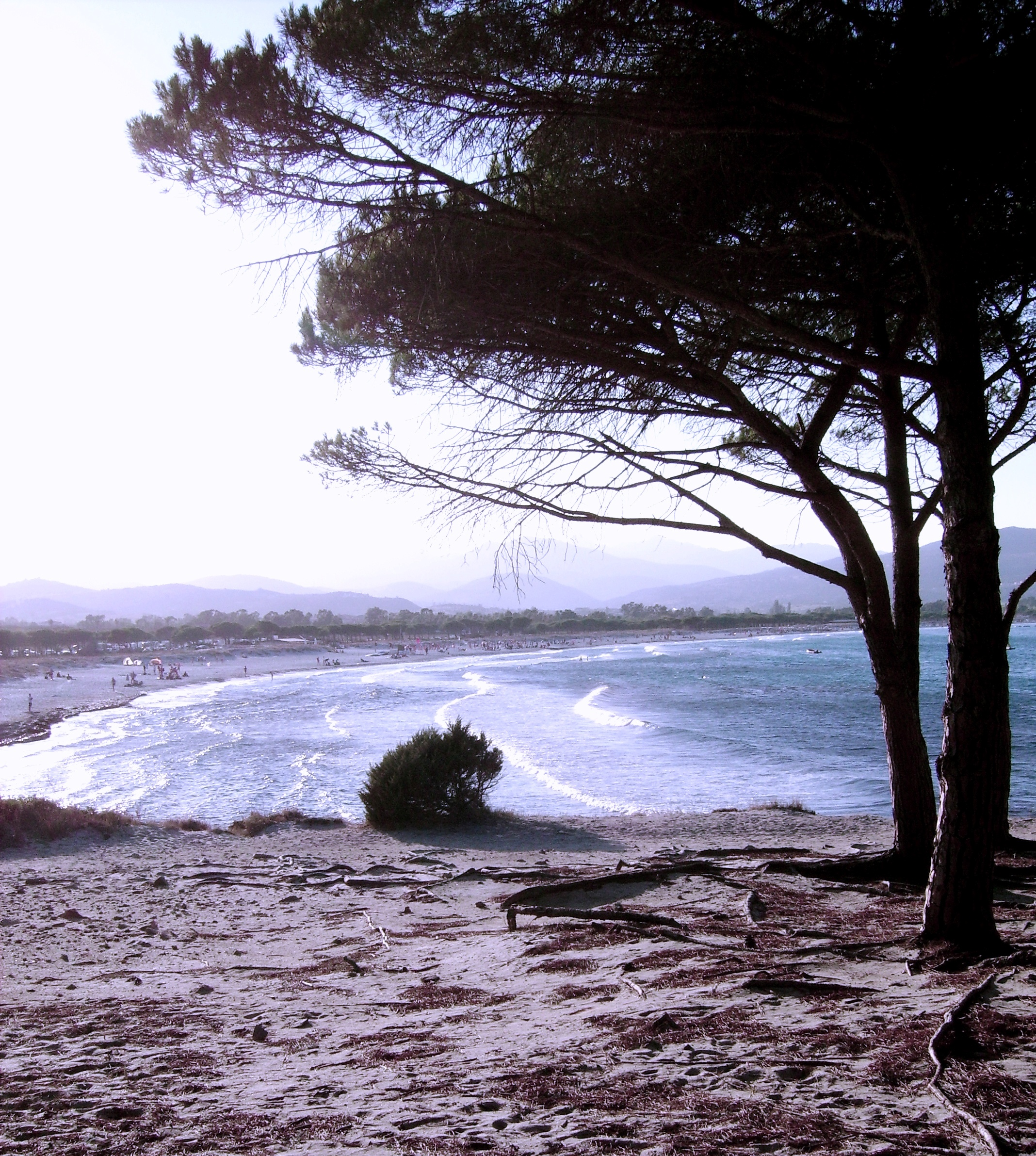
Spiaggia di Sant'Anna

## Storia

### Preistoria e storia antica
Nel territorio budonese sono presenti due domus de janas, sepolture preistoriche scavate nella roccia, che testimoniano la frequentazione di queste zone già in epoca neolitica, in un arco di tempo che spazia indicativamente tra il 4.000 e il 3.000 a.C. Le due domus di Budoni rivestono particolare interesse in quanto rappresentano l'ultima attestazione nordorientale di questo tipo di sepoltura, diffusa invece in quasi tutta la Sardegna. Appena a nord, entrando nella regione storica della Gallura, non si ha più presenza di domus de janas per tutto il quadrante nordorientale dell'isola.
La civiltà nuragica, di epoca successiva (età del bronzo), ha lasciato anche nel territorio di Budoni le costruzioni dei nuraghi: rimangono in zona i resti di almeno due esemplari monotorre (nelle vicinanze delle borgate di Solita' e di Ottiolu), sebbene, come le più antiche domus de janas presenti sul territorio, ancora non pienamente studiati e valorizzati.
Nel territorio si sono avuti anche ritrovamenti di epoca romana.  Unica documentazione scritta riguardante la zona per quei secoli è l'Itinerario antonino, che descrive il sistema viario imperiale, tra cui le vie presenti in Sardegna. Tra queste, si segnalano alcune stazioni intermedie della via Portu Tibula-Caralis (presumibilmente Santa Teresa Gallura-Cagliari) che riguardano il nostro territorio. Da nord a sud, dopo Olbia troviamo Coclearia e Portus Luguidonis, che tendono a essere collocate nel territorio compreso negli attuali comuni di San Teodoro, Budoni e Posada. La precisa collocazione di questi antichi centri abitati, di cui non rimane traccia nell'attuale toponomastica, risulta però ancora dibattuta (con l'eccezione di Coclearia, che, concordano gli studiosi, doveva trovarsi non lontano dall'attuale centro abitato principale di San Teodoro).
Interessante, in tema di storia romana, il caso della borgata di Agrustos, che si trova pochi chilometri a nord dell'abitato principale di Budoni, e che in diversi testi ottocenteschi era anche definita con il nome di Augustus Populus, nell'ipotesi dell'esistenza di un antico insediamento romano. La validità dell'etimologia ottocentesca, risulta, però allo stato attuale delle ricerche, da verificare, in assenza di continuità documentaria accertata.

### Medioevo e storia moderna
In periodo giudicale (dal X secolo) il territorio nordorientale sardo era parte del giudicato di Gallura, che passò poi alla fine del XIII secolo sotto il dominio del comune di Pisa.
Un primo testo, molto dettagliato, che descrive anche il territorio dell'attuale agro budonese è il Liber fondachi, registro fiscale pisano del primo Trecento concernente la metà meridionale del giudicato. Nel testo sono elencate, in un esteso territorio a nord della "villa" di Posada, attualmente compreso nei comuni di Budoni e San Teodoro, numerose piccole ville tributarie del fisco pisano, da cui si desume che gli attuali territori budonese e teodorino dovevano rientrare nell'area amministrativa detta curatoria di Posada. Gran parte di queste ville, però, sono scomparse nei secoli successivi ed è attualmente arduo dare loro una collocazione geografica precisa. Tra queste si ricordano le ville di Sullay, Sortinissa, Erisquion e Tamarispa. Quest'ultimo toponimo è sopravvissuto ai giorni nostri e dà il nome a una borgata.
In seguito alla conquista aragonese del 1324, il territorio fu inserito in un vasto feudo, noto anche come Contea di Montalbo, e tale rimase per tutto il periodo spagnolo e sabaudo. Il feudo aveva come principale centro amministrativo la villa di Posada e comprendeva grosso modo le aree degli attuali comuni di Lodè, Torpè, Siniscola, Posada, San Teodoro e Budoni. I territori a nord di Posada, ora in buona parte compresi nei comuni di Budoni e di San Teodoro, risultavano classificati come "salti", che nell'ordinamento feudale indicavano aree periferiche, spopolate e boschive, funzionali sostanzialmente all'allevamento brado dei maiali, grazie alla presenza di boschi ghiandiferi, e alla raccolta della legna. Tali territori erano anche affittati stagionalmente a pastori transumanti che, nel caso dell'attuale area budonese, provenivano sia da territori interni meridionali (per es. Bitti e Lodè), sia da settentrione (Tempio). Differenza di provenienze che spiega la distinzione tradizionale, ancora evidente in zona, tra parlata logudorese nella metà meridionale del comune e gallurese nella metà settentrionale. Furono tali comunità di allevatori che, stabilizzandosi nel tempo sul territorio, avrebbero costituito, con certezza tra settecento e ottocento, i primi nuclei delle attuali borgate sparse che popolano il territorio budonese e teodorino.

### Storia contemporanea
Con la dismissione del sistema feudale sardo e la formazione dei moderni comuni nei primi decenni del XIX secolo, il territorio budonese fu inserito nel Comune di Posada. Nel 1927 Posada con tutti i suoi territori entrò a far parte dell'appena creata provincia di Nuoro. La nascita di Budoni come comune autonomo risale al 1959, pressoché in contemporanea con il comune di San Teodoro. Budoni fece parte della provincia di Nuoro fino all'istituzione delle nuove province sarde, quando passò insieme a San Teodoro alla neonata provincia di Olbia-Tempio. Con la successiva riforma del 2016, che abolì le nuove province, entrambi i comuni furono aggregati alla provincia di Sassari. Nel 2025 Budoni tornò nuovamente in provincia di Olbia-Tempio, reistituita e ridenominata Gallura Nord-Est Sardegna.

### Simboli
Lo stemma e il gonfalone del comune di Budoni sono stati concessi con decreto del presidente della Repubblica del 9 ottobre 2002.
Il gonfalone è costituito da un drappo di giallo.

## Monumenti e luoghi d'interesse

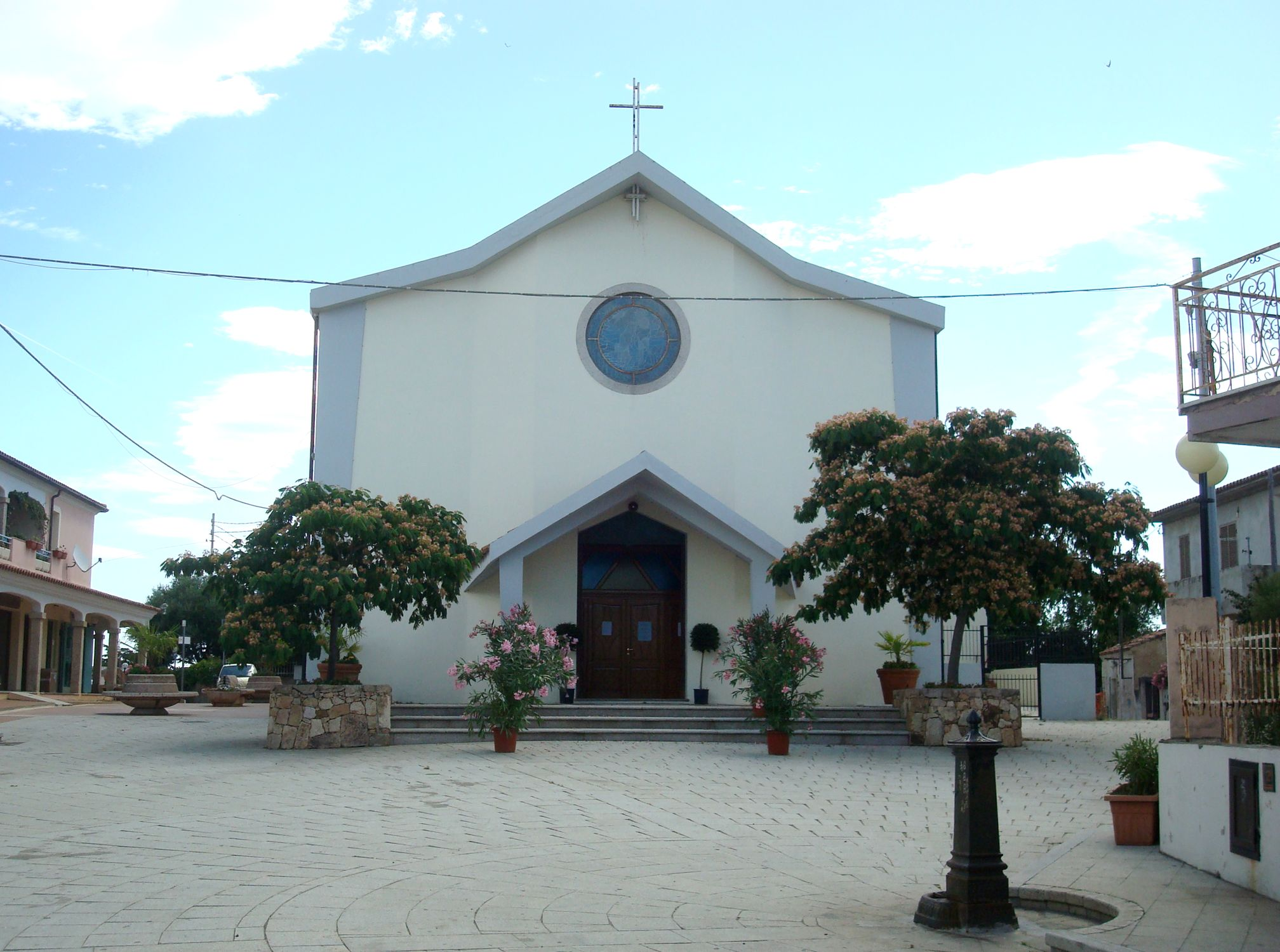
La chiesa di San Giovanni Battista

### Architetture religiose
- Chiesa di San Giovanni Battista

### Luoghi di interesse naturalistico
Ricadono nella giurisdizione comunale gli stagni di Porto Ainu, Li Salineddi, Li Cucutti, Sant'Anna e lo stagno Morto.

## Società

### Evoluzione demografica
Abitanti censiti

### Etnie e minoranze straniere
Secondo i dati ISTAT al 31 dicembre 2020 la popolazione straniera residente era di 307 persone, pari al 5,9% della popolazione totale.
Le nazionalità maggiormente rappresentate erano:
- Marocco 109
- Romania 103

### Lingua e dialetto
Oltre all'italiano, a Budoni per tradizione sono parlati sia il gallurese che il logudorese, in quanto il territorio comunale è segnato dal confine tra i due domini linguistici. Seguendo una divisione di massima, il gallurese è per tradizione parlato nelle borgate a nord dell'abitato principale, mentre nella metà sud si parla il logudorese. Il logudorese risulta parlato da circa il 60% dei suoi abitanti.

## Geografia antropica
Budoni confina a nord col comune di San Teodoro, a ovest col comune di Torpè e a sud col comune di Posada. Il territorio è adagiato lungo piccole insenature, ove vi sono scogliere e lunghe spiagge composte da una sabbia bianca e fine. Il mare è cristallino. Sono presenti anche piccoli stagni salmastri, con la tipica flora di tamerici e giunchi ove stazionano piccole colonie di fenicotteri rosa. Anche grazie a queste caratteristiche è divenuto un importante centro turistico. Il caseggiato che componeva il centro originario di Budoni si collocava attorno alla chiesa di San Giovanni Battista, struttura risalente al 1969. Il santo patrono viene festeggiato il 29 agosto. Non mancano aree archeologiche: il nuraghe Su Entosu, una struttura monotorre situata su una vetta granitica che probabilmente ebbe funzione di vedetta; il nuraghe Conca e Bentu e la domus de jana l'Agliola nella frazione di Solità. Il nuraghe è ubicato in una collina che domina la piana di Budoni, mentre la domus de jana è scavata in una roccia scistosa vicino alla riva di un ruscello. Alcune frazioni sono:
San Lorenzo
Conta circa 319 abitanti, il toponimo è di origine medioevale e rimanda forse ad un antico luogo di culto. San Lorenzo è situata su una collina, gode della visione di valli ad oriente e ad occidente. Il patrono è appunto San Lorenzo che da il nome all'omonima chiesa, che si festeggia il 9 e 11 agosto.
Solità
Il significato del nome ci ricorda il Sole, infatti la morfologia del territorio di Solità è in vista ad una piena esposizione solare. Diventa affascinante credere che nell'antichità questa zona fosse dedicata all'astro celeste e che i frammenti primitivi, sulla collina di fronte, fossero di un tempio consacrato al sole. Conta circa 230 abitanti, il patrono di questo piccolo centro è Sant'Antonio di Padova che si festeggia alla fine della seconda settimana di agosto.
San Gavino
Il piccolo borgo di San Gavino conta circa 94 abitanti ed è situato a meno di un chilometro da Solità. Ubicato su una collina, in un'ottima posizione panoramica; il sito, come anche la chiesa qui presente, viene dedicato a san Gavino in periodo medioevale. Il patrono san Gavino di Torres si festeggia nella terza settimana di settembre.
Limpiddu
Limpiddu è tra le più grandi ed estese frazioni di Budoni. Conta circa 369 abitanti. La chiesa di Limpiddu è quella del Sacro Cuore, più precisamente intitolata ai Sacri Cuori di Gesù e Maria, dove si festeggia il 16-17 luglio. Il toponimo Limpiddu ha un'origine forse semitica. La frazione, anch'essa situata su una collina, ha inglobato le tracce di un antichissimo insediamento. Il nome della frazione in gallurese significa "pascoli autunnali".
Tanaunella (S'iscala - Muriscuvò)
Fra tutte le frazioni Tanaunella è quella più grande ed ha una popolazione di circa 800 abitanti. Il santo, che si festeggia il 20 e 21 agosto, è san Sebastiano, titolare dell'omonima chiesa. Questo centro gode di un panorama e di una vista lungo il mare tra i più ampi. Anticamente, forse in periodo nuragico, il suo abitato scendeva fino alla spiaggia tenendo un buon rapporto fra i popoli per gli scambi che venivano dal mare. Questo borgo tuttavia è stato rinnovato quasi completamente; resta esclusivamente il vecchio impianto urbanistico che presenta tutte le caratteristiche del villaggio nuragico e nella parte alta la chiesa ha forse preso il posto di un nuraghe. Infatti dalla posizione più elevata di Tanaunella è possibile osservare il nuraghe sovrastante Porto Ottiolu ad est e quello di S'Iscala - Muriscuvò ad ovest.
Muriscuvò è invece una frazione collinare di Budoni, poco distante da quest'ultimo comune e che ha i propri confini con S'Iscala e Limpiddu. Essa è sviluppata soprattutto in salita ed è caratterizzata dall'ovinicoltura. È nota per la sua lunga tradizione culinaria ed è curioso il fatto che nel passato il popolo che abitava in questo piccolo territorio era suddiviso dalla lingua, visto che alcuni parlavano il sardo logudorese mentre altri il gallurese.
Agrustos
Agrustos fino a pochi anni fa era una piccola frazione e ora invece conta 330 abitanti. Tra i centri più grandi situati nel comune di Budoni, è situato al confine del territorio comunale, vicino a San Teodoro. Il 24 giugno vi è la festa del San Giovanni Battista. Agrustos conserva delle impronte preistoriche e storiche. Di estremo interesse è il percorso subacqueo dove in un fondale di pochi metri si riconoscono tracce del periodo punico-romano ma anche medioevale.
Ottiolu
Porto Ottiolu è un piccolo borgo in cui d'inverno risiedono circa 120 abitanti, ma che nei mesi estivi si riempie raggiungendo la presenza di circa tremila abitanti, grazie alle parecchie case costruite per fini turistici. La festa patronale celebrata è per la Madonna degli Abissi, festeggiata l'8 agosto. La statua della Vergine, realizzata in granito, è posta ad una profondità di 10 metri nella Baia dei Francesi. È un borgo da solo il 1988 perché è stato costruito all'interno di uno stagno asciutto. Tuttavia, nonostante sia stato creato un porticciolo turistico, il territorio che prima vi era non ha subito particolari modifiche, in quanto sono ancora evidenti le tracce di un glorioso passato dal nuragico al punico-romano, infatti si pensa che anticamente ci fosse un piccolo porticciolo che si presume fosse utilizzato dai romani come approdo nelle loro rotte verso la Sardegna. 
Ludduì
Piccolo borgo nella quale risiedono circa 35 abitanti. Questo centro è situato in un luogo alto e panoramico sotto la Punta. Il nome di Ludduì potrebbe nascere dall'assemblaggio di diversi vocaboli essendo un sito salubre, ventilato, panoramico, protetto.
Berruiles
Frazione che conta circa 219 abitanti. Nell'ultima settimana di luglio si festeggia sant'Anna, titolare dell'omonima chiesa. Il centro è situato ad ovest nel territorio di Budoni, nascosto della collina di Punta Ultia, insieme alle piccole frazioni di San Silvestro, Nuditta e Maiorca, abitati che formano un agglomerato di origine medioevale. Il toponimo di Berruiles potrebbe significare luogo nascosto o protetto, dove si potevano allevare armenti. La presenza di macine romane attesta che la località è stata abitata fin dall'antichità.
Silvestro I
San Silvestro, che conta circa 50 abitanti, è posto a circa trecento metri a sud di Berruiles e porta il nome dell'omonimo papa.
Nuditta
La frazione di Nuditta conta circa 57 abitanti, porta un toponimo che vuole significare spoglia; ciò potrebbe essergli confacente in quanto il sito venne completamente spogliato degli alberi per fare carbone.
Maiorca
Maiorca è un piccolo borgo che conta circa 67 abitanti. Ha un toponimo di origine spagnola che vuol significare "la più estesa".
Strugas
Piccolo borgo che conta 55 abitanti. La radice del nome potrebbe significare nascosto alla vista, ma anche ricco di acque da bere. La frazione è fisicamente adagiata sui fianchi di due colline sovrastate dai boschi.
San Pietro
La frazione conta circa 51 abitanti e si sviluppò durante il periodo medioevale. Essa nacque e crebbe vicino ad un luogo di culto, forse nuragico. Il sito è boscoso e ricco di una flora variegata; in fondo alla valle scorre un rio sempre colmo d'acqua. In questo centro sorge la chiesetta di San Pietro del Bosco, la cui origine può collocarsi nel XIV secolo. Il patrono è appunto san Pietro del Bosco, festeggiato alla fine della seconda settimana di maggio.
Tamarispa
La frazione Tamarispa è tra le più grandi di Budoni; conta 219 abitanti. Vi viene festeggiata la beata suor Maria Gabriella Sagheddu il primo sabato e la prima domenica del mese di giugno, ma la processione avviene il 22 aprile. Il centro inizialmente sorse in un altro sito con un'antica storia; esso è stato interamente recuperato e restaurato fra gli anni Ottanta e Novanta del secolo scorso. Gli abitanti hanno scelto di insediarsi in un luogo panoramico ove vi è anche la vista verso il mare di Posada.

## Economia
Oggi quasi totalmente riconvertita al turismo balneare, era in passato interamente basata sull'allevamento (soprattutto l'ovinicoltura, che ancora oggi conserva in piccola parte) e l'agricoltura. Quest'ultima, comunque, rappresenta ancor oggi un settore importante dell'economia budonese.
Agrustos, la piccola frazione del comune di Budoni che si affaccia sulla costa del nord-est Sardegna è abitata da circa 200 residenti, ma durante il periodo estivo si raggiungono i 15000 frequentatori circa.

## Amministrazione
| Periodo          | Periodo          | Primo cittadino    | Partito                                        | Carica  | Note   |
| ---------------- | ---------------- | ------------------ | ---------------------------------------------- | ------- | ------ |
| 20 novembre 1994 | 29 novembre 1998 | Luciano Pittorra   | Indipendente                                   | Sindaco | [ 12 ] |
| 29 novembre 1998 | 25 maggio 2003   | Gianni Nieddu      | liste civiche di centro-sinistra               | Sindaco | [ 13 ] |
| 25 maggio 2003   | 15 giugno 2008   | Gianni Nieddu      | liste civiche di centro-sinistra               | Sindaco | [ 14 ] |
| 15 giugno 2008   | 26 maggio 2013   | Pietro Brundu      | lista civica "Sviluppo Democrazia Trasparente! | Sindaco | [ 15 ] |
| 27 maggio 2013   | 10 giugno 2018   | Giuseppe Porcheddu | lista civica "Dialogo Civico"                  | Sindaco | [ 16 ] |
| 10 giugno 2018   | 29 maggio 2023   | Giuseppe Porcheddu | lista civica "Dialogo Civico"                  | Sindaco | [ 17 ] |
| 29 maggio 2023   | in carica        | Antonio Addis      | lista civica "Budoni Dialogo Civico"           | Sindaco | [ 18 ] |

## Sport
La principale squadra di calcio della città è la Polisportiva Calcio Budoni, militante in serie D.
Altri sport praticati a Budoni, oltre al calcio, al minibasket e alla pallacanestro sono: la pallamano, il tiro a volo  lo jūdō e il karting, di cui si svolgono vari campionati, amatoriali e non, nel kartodromo di Agrustos. Durante l'estate si svolgono tornei di beach rugby.